# Оболенский, Николай Николаевич (литератор)
Князь Николай Николаевич Оболенский (7 (20) октября 1905, Астрахань — 10 сентября 1993, Ницца) — литератор и общественный деятель русского зарубежья.

## Биография
Сын князя Николая Леонидовича Оболенского и княгини Натальи Степановны, урожденной Соллогуб.
Детство провел в Петербурге, в 1918 году с семьей эмигрировал на Украину, затем через Константинополь во Францию. Окончил лицей в Ницце, затем военное училище Сен-Сир, куда был принят, в виде исключения, в числе десяти русских кадетов. В 1925 году выпущен «подпоручиком» в Иностранный легион. Вскоре вышел в отставку и в 1927 году окончил Свободную школу политических наук, после чего работал экономистом в страховой компании.
Во время Второй мировой войны князь, не принявший французского гражданства, вступил добровольцем в 21-й маршевый полк Иностранного легиона, был ранен и восемь месяцев провел в плену. После окончания войны был награждён Военным крестом, а в 1965 году орденом Почетного легиона.
Как литератор не добился большого успеха. Дебютировал в сборнике стихов «Объединения молодых деятелей русского искусства и науки», изданном в Париже в 1947 году. Его стихотворения также были изданы в составе поэтической антологии «Эстафета» (Париж, 1949). Стихи и проза публиковались в газете «Русская мысль», журналах «Новоселье», «Возрождение», «Новый журнал» и других изданиях. Вопреки утверждению Биографического словаря «Российское зарубежье во Франции (1919—2000)», отдельных сборников своих стихов не издавал. Дневник, который князь вел в 1919 году, был опубликован в 2003 в Петербурге.
Активный участник различных эмигрантских организаций. С 1945 года член правления, с 1947 генеральный секретарь Содружества русских резервистов французской армии. С 1949 года член Родословной комиссии Союза русских дворян. В 1961—1979 председатель, а с 1979 года почетный председатель Семейного Союза князей Оболенских. Более 40 лет занимался генеалогическими и историческими исследованиями рода Оболенских. Участвовал в подготовке «Родословия князей Оболенских» Н. Д. Плешко, изданного в 1959, опубликовал дополнения к нему (1976). С 1965 года член правления Общества ревнителей русской военной старины. С конца 1960-х годов жил в Ницце. С 1992 года член Почетного комитета Ассоциации по сохранению русского культурного наследия во Франции.

## Семья
Жена (1933): Елизавета Павловна Демидова (30.05.1909—26.02.1979), дочь П. А. Демидова и Е. Ф. Треповой. Дети:
- Елизавета (р. 1934). Муж (1961): Леон-Мари Мишо (р. 1934)
- Леонид (1939—2011). Работал в греческой авиакомпании Olympic Airways, затем был водителем в Париже. Жена 1) (1964, развод 1980): Хлоя Георгакис (р. 1942); 2) (1981): Елизавета (р. 1951), дочь князя Сергея Сергеевича Оболенского
- Михаил (р. 1943). Жена 1) (1968, развод 1972) Франсуаза Лабади (р. 1944); 2) (1982): Дженифер Джейн Гудчайлд (р. 1955)